# Újbuda Rebels 2011
Questa voce raccoglie le informazioni riguardanti gli Újbuda Rebels nelle competizioni ufficiali della stagione 2011.

## Divízió I 2011

### Stagione regolare
| 27 marzo 2011 3ª giornata | Újbuda Rebels | 60 – 25 | Budapest Titans |  |

| 10 aprile 2011 5ª giornata | Miskolc Steelers | 0 – 12 | Újbuda Rebels |  |

| 23 aprile 2011 7ª giornata | Nyíregyháza Tigers | 20 – 22 | Újbuda Rebels |  |

| 14 maggio 2011 10ª giornata | Újbuda Rebels | 35 – 0 | Veszprém Wildfires |  |

| 28 maggio 2011 12ª giornata | Újbuda Rebels | 35 – 0 | Zala Predators |  |

| 5 giugno 2011 13ª giornata | Békéscsaba Raptors | 24 – 40 | Újbuda Rebels |  |

### Playoff
| 2 luglio 2011 Semifinale | Újbuda Rebels | 13 – 23 | Nyíregyháza Tigers |  |

## Statistiche di squadra
| Competizione      | %Vittorie | In casa | In casa | In casa | In casa | In casa | In casa | In trasferta | In trasferta | In trasferta | In trasferta | In trasferta | In trasferta | Totale | Totale | Totale | Totale | Totale | Totale |
| Competizione      | %Vittorie | G       | V       | N       | P       | Pf      | Ps      | G            | V            | N            | P            | Pf           | Ps           | G      | V      | N      | P      | Pf     | Ps     |
| ----------------- | --------- | ------- | ------- | ------- | ------- | ------- | ------- | ------------ | ------------ | ------------ | ------------ | ------------ | ------------ | ------ | ------ | ------ | ------ | ------ | ------ |
| Stagione regolare | 1.000     | 3       | 3       | 0       | 0       | 130     | 25      | 3            | 3            | 0            | 0            | 74           | 44           | 6      | 6      | 0      | 0      | 204    | 69     |
| Playoff           | .000      | 1       | 0       | 0       | 1       | 13      | 23      | 0            | 0            | 0            | 0            | 0            | 0            | 1      | 0      | 0      | 1      | 13     | 23     |
| Totale            | .857      | 4       | 4       | 0       | 0       | 143     | 48      | 3            | 3            | 0            | 0            | 74           | 44           | 7      | 6      | 0      | 1      | 217    | 92     |